# (120735) Ogawakiyoshi
(120735) Ogawakiyoshi est un astéroïde de la ceinture principale.

## Description
(120735) Ogawakiyoshi est un astéroïde de la ceinture principale. Il fut découvert le 7 octobre 1997 à Yatsuka (en) par Hiroshi Abe. Il présente une orbite caractérisée par un demi-grand axe de 2,43 UA, une excentricité de 0,20 et une inclinaison de 0,3° par rapport à l'écliptique.

## Compléments